# Argyroneta aquatica
Il ragno palombaro (Argyroneta aquatica Clerck, 1757) è un ragno della famiglia Cybaeidae, che vive sott'acqua.

## Descrizione
La colorazione del ragno nell'acqua è argentata, dato che è ricoperto da uno strato d'aria, in superficie è grigio-velluto. I ragni palombari possono raggiungere i 0,5-1,5 cm di lunghezza, i maschi di solito sono più grandi delle femmine.

## Biologia

### Comportamento
La caratteristica principale di questo ragno è quella di trascorrere la sua vita sott'acqua.
Tuttavia, dovendo comunque respirare aria, il ragno palombaro crea la sua tela subacquea a forma di campana e la fissa ad una o più piante. Poi, utilizzando i peli dell'addome e le zampe posteriori, trasporta dalla superficie delle piccole quantità d'aria che rilascia nella tela in modo da crearsi una tana dove vivere.
Non sono necessarie frequenti aggiunte d'aria perché la struttura della tela permette, grazie alla pressione osmotica, uno scambio di gas con l'acqua circostante.
Questa riserva d'aria gli permette di rimanere a lungo sott'acqua dove attende il passaggio delle sue prede.

L'aspettativa di vita dell'Argyroneta aquatica è di circa due anni.

### Alimentazione
Si nutre di piccoli invertebrati acquatici, fra cui larve di moscerini, acari acquatici ed efemere allo stadio ninfale.

### Riproduzione
La maturità sessuale viene raggiunta a circa 6 mesi. Per riprodursi il maschio crea una piccola tela adiacente a quella della femmina e poi le unisce con un tunnel. La femmina darà alla luce nella parte superiore della campana dalle 30 alle 70 uova. Queste uova si schiuderanno dopo 3 settimane dalla deposizione.

## Distribuzione e habitat
Si può trovare in Europa, nel nord dell'Asia e nel Nordafrica. In Giappone è presente la sottospecie Argyroneta aquatica japonica. Vive in acque ferme con piante acquatiche.

## Stato di conservazione
Sensibile ai pesticidi, è una specie a rischio, in drastico calo numerico.